# ウォリアーズ・オヴ・アイス
『ウォリアーズ・オヴ・アイス』（Warriors of Ice）は、カナダのヘヴィメタル・バンド、ヴォイヴォドが2009年に録音、2011年に発表したライブ・アルバム。

## 背景
2代目ギタリストのチューウィー（ダニエル・モングレイン）加入後としては、映像作品『Tatsumaki: Voivod in Japan 2008』（発売は2009年）に続く作品で、同作のリリースを記念して行われた2009年12月12日のモントリオール公演の模様が収録された。当時の最新作『インフィニ』からの2曲も含まれているが、収録曲の大部分は、1984年から1991年にかけてリリースされたキャリア初期のアルバムからの選曲である。「アストロノミー・ドミネ」はピンク・フロイドがアルバム『夜明けの口笛吹き』（1967年）で発表した曲のカヴァーで、ヴォイヴォドのヴァージョンはアルバム『ナッシングフェイス』（1989年）に収録。
カナダやアメリカでは2011年6月に発売され、日本盤(MICP-11136)は約2年半後の2014年1月22日にアヴァロン・レーベルから発売された。

## 評価
Thom Jurekはオールミュージックにおいて5点満点中3.5点を付け「バンドのレコーディングの歴史だけでなく、彼らがなおも独創的で高エネルギーのプログレッシブ・メタルに身を捧げていることも示している」「長年のファンにとっては是非ともカタログに加えるべきセットで、モングレインは（デニス・）ダムールの後任にふさわしい唯一の人物だということを証明している」と評している。また、スプートニクミュージックのスタッフのトレイ・スペンサーは5点満点中4.5点を付け「15曲を通じて、バンドは1980年代初期と同様に向こう見ずな奔放さで奇妙なスラッシュ・チューンを誠実に再構築する一方、後年のアルバムのテクニカルな面も巧みに再現している」と評している。

## 収録曲
特記なき楽曲はヴォイヴォド作。
1. ヴォイヴォド "Voivod" – 4:36
2. アンノウン・ノーズ "The Unknown Knows" – 4:41
3. ザ・プラウ "The Prow" – 3:46
4. リッピング・ヘッドエイクス "Ripping Headaches" – 3:33
5. レヴォナス・メディシン "Ravenous Medicine" – 4:33
6. トライバル・コンヴィクションズ "Tribal Convictions" – 5:29
7. オーヴァーリアクション "Overreaction" – 5:25
8. パノラマ "Panorama" – 3:10
9. グローバル・ウォーニング "Global Warning" – 4:17
10. トレジャー・チェイス "Treasure Chase" – 3:33
11. トルネード "Tornado" – 6:56
12. ナッシングフェイス "Nothingface" – 4:26
13. ブレイン・スキャン "Brain Scan" – 5:13
14. ニュークリア・ウォー "Nuclear War" – 5:17
15. アストロノミー・ドミネ "Astronomy Domine" (Syd Barrett) – 6:49

## 参加ミュージシャン
- スネイク（デニス・ベランジェ） - ボーカル
- チューウィー（ダニエル・モングレイン） - ギター
- ブラッキー（ジャン・イヴ・テリオー）- ベース
- アウェイ（ミシェル・ランジュヴァン） - ドラムス